# Lijst van administratieve eenheden in Bình Định
Deze lijst bevat een overzicht van administratieve eenheden in Bình Định (Vietnam).
De provincie Bình Định ligt in de regio Nam Trung Bộ. De oppervlakte van de provincie bedraagt 6039,6 km² en telt ruim 1.578.000 inwoners. Bình Định is onderverdeeld in één stad, een thị xã en negen huyện.

## Stad

### Thành phốQuy Nhơn
- Phường Bùi Thị Xuân
- Phường Đống Đa
- Phường Ghềnh Ráng
- Phường Hải Cảng
- Phường Lê Hồng Phong
- Phường Lê Lợi
- Phường Lý Thường Kiệt
- Phường Ngô Mây
- Phường Nguyễn Văn Cừ
- Phường Nhơn Bình
- Phường Nhơn Phú
- Phường Quang Trung
- Phường Thị Nại
- Phường Trần Hưng Đạo
- Phường Trần Phú
- Phường Trần Quang Diệu
- Xã Nhơn Hải
- Xã Nhơn Hội
- Xã Nhơn Lý
- Xã Nhơn châu
- Xã Phước Mỹ

## Thị xã

### Thị xãAn Nhơn
1. Phường Bình Định
2. Phường Nhơn Hưng
3. Phường Đập Đá
4. Phường Nhơn Thành
5. Phường Nhơn Hòa
6. Xã Nhơn An
7. Xã Nhơn Phong
8. Xã Nhơn Hạnh
9. Xã Nhơn Hậu
10. Xã Nhơn Mỹ
11. Xã Nhơn Khánh
12. Xã Nhơn Phúc
13. Xã Nhơn Lộc
14. Xã Nhơn Tân
15. Xã Nhơn Thọ

## Huyện

### HuyệnAn Lão
- Thị trấn An Lão
- Xã An Dũng
- Xã An Hòa
- Xã An Hưng
- Xã An Nghĩa
- Xã An Quang
- Xã An Tân
- Xã An Toàn
- Xã An Trung
- Xã An Vinh

### HuyệnHoài Ân
- Thị trấn Tăng Bạt Hổ
- Xã Ân Đức
- Xã Ân Hảo Đông
- Xã An Hảo Tây
- Xã Ân Hữu
- Xã Ân Mỹ
- Xã Ân Nghĩa
- Xã Ân Phong
- Xã Ân Sơn
- Xã Ân Thạnh
- Xã Ân Tín
- Xã Ân Tường Đông
- Xã Ân Tường Tây
- Xã Bok Tới
- Xã Dak Mang

### HuyệnHoài Nhơn
- Thị trấn Bồng Sơn
- Thị trấn Tam Quan
- Xã Hoài Hải
- Xã Hoài Mỹ
- Xã Hoài Châu
- Xã Hoài Châu Bắc
- Xã Hoài Đức
- Xã Hoài Hảo
- Xã Hoài Hương
- Xã Hoài Phú
- Xã Hoài Sơn
- Xã Hoài Tân
- Xã Hoài Thanh
- Xã Hoài Thanh Tây
- Xã Hoài Xuân
- Xã Tam Quan Bắc
- Xã Tam Quan Nam

### HuyệnPhù Mỹ
- Thị trấn Bình Dương
- Thị trấn Phù Mỹ
- Xã Mỹ Đức
- Xã Mỹ An
- Xã Mỹ Cát
- Xã Mỹ Chánh
- Xã Mỹ Chánh Tây
- Xã Mỹ Châu
- Xã Mỹ Hiệp
- Xã Mỹ Hòa
- Xã Mỹ Lộc
- Xã Mỹ Lợi
- Xã Mỹ Phong
- Xã Mỹ Quang
- Xã Mỹ Tài
- Xã Mỹ Thắng
- Xã Mỹ Thành
- Xã Mỹ Thọ
- Xã Mỹ Trinh

### HuyệnPhù cát
- Thị trấn Ngô Mây
- Xã Cát Chánh
- Xã Cát Hải
- Xã Cát Hanh
- Xã Cát Hiệp
- Xã Cát Hưng
- Xã Cát Khành
- Xã Cát Lâm
- Xã Cát Minh
- Xã Cát Nhơn
- Xã Cát Sơn
- Xã Cát Tài
- Xã Cát Tân
- Xã Cát Thắng
- Xã Cát Thành
- Xã Cát Tiến
- Xã Cát Trinh
- Xã Cát Tường

### HuyệnTây Sơn
- Thị trấn Phú Phong
- Xã Bình Hòa
- Xã Bình Nghi
- Xã Bình Tân
- Xã Bình Thành
- Xã Bình Thuận
- Xã Bình Tường
- Xã Tây An
- Xã Tây Bình
- Xã Tây Giang
- Xã Tây Phú
- Xã Tây Thuận
- Xã Tây Vinh
- Xã Tây Xuân
- Xã Vĩnh An

### HuyệnTuy Phước
- Thị trấn Diêu Trì
- Thị trấn Tuy Phước
- Xã Phước An
- Xã Phước Hiệp
- Xã Phước Hòa
- Xã Phước Hưng
- Xã Phước Lộc
- Xã Phước Nghĩa
- Xã Phước Quang
- Xã Phước Sơn
- Xã Phước Thắng
- Xã Phước Thành
- Xã Phước Thuận

### HuyệnVân Canh
- Thị trấn Vân Canh
- Xã Canh Hiển
- Xã Canh Hiệp
- Xã Canh Hòa
- Xã Canh Liên
- Xã Canh Thuận
- Xã Canh Vinh

### HuyệnVĩnh Thạnh
- Thị trấn Vĩnh Thạnh
- Xã Vĩnh Hảo
- Xã Vĩnh Hiệp
- Xã Vĩnh Hòa
- Xã Vĩnh Kim
- Xã Vĩnh Quang
- Xã Vĩnh Sơn
- Xã Vĩnh Thịnh
- Xã Vĩnh Thuận